# Brändön
Brändön – miejscowość (tätort) w Szwecji, w regionie administracyjnym (län) Norrbotten, w gminie Luleå.
Według danych Szwedzkiego Urzędu Statystycznego liczba ludności wyniosła: 324 (31 grudnia 2015), 341 (31 grudnia 2018) i 344 (31 grudnia 2019).